# Rocco Siffredi
Rocco Siffredi (születési nevén Rocco Antonio Tano; 1964. május 4. –) olasz pornószínész, rendező és producer.
Művésznevét a Borsalino (1970) című francia gengszterfilmben Alain Delon által alakított Roch Siffredi karakteréről vette. Az „olasz csődörként” ismert Siffredi több mint 1300 pornófilmben szerepelt. A „Buttman” pornófilm-sorozatban való szerepléséről és főleg anális jeleneteiről lett ismert.

## Pornós karrierje
Siffredi 1985-ben egy francia szexklubban találkozott Leonardo Codazzo pornószínésszel, és bemutatták Marco producernek és Michela rendezőnek, akik 1987-ben szerepet adtak neki első pornószerepében, az Attention fillettes… (Watch Out, Little Girls…) című filmben, amelyben anális szexet mutatott be. Siffredi ezután visszavonult a pornótól, és divatmodellként dolgozott, de két év után visszatért a szakmába Teresa Orlowski pornószínésznő és producer segítségével. Siffredi a továbbiakban mind a cselekményes, mind a gonzo-stílusú pornográfiában szerepelt, a szex stílusa a hétköznapitól az extrémig terjedt.
Siffredi a pornográfia egyik legerősebb és legismertebb személyiségévé vált. „Roccónak sokkal nagyobb hatalma van ebben az iparágban, mint bármelyik színésznőnek” - nyilatkozta John Stagliano 2001-ben. Siffredi Staglianónak köszönheti, hogy a 30 évnyi karrierje alatt a mentora volt.

## A pornográfia stílusa
Bobbi Starr színésznő megjegyezte Siffrediről: "Minden lány a szakmában, aki vele volt... azt fogja mondani, hogy olyan dolgokat csináltak vele, amit soha nem tennének meg senki mással".
Női partnereiről szólva Siffredi azt mondja: "Érzelmeket akarok látni... félelmet... izgalmat... a meglepetéstől felcsillanó szemeket".
Többek között Tommie McDonald brit pornóproducer beszélt először nyíltan arról a magyar médiában, hogy ami Rocco Siffredi filmjeiben látható, az valódi erőszak, hogy Rocco Siffredi hogyan hálózza és töri be a fiatal, kiszolgáltatott helyzetű kelet-európai nőket, és hogyan dolgoznak a keze alá a modellügynökségek.

## Magánélete
Siffredi felesége Rosa Caracciolo (Tassi Rózsa) magyar modell, akit 1993-ban Cannes-ban ismert meg, és akivel két évvel később a Tarzan X: Shame of Jane című filmben szerepelt. Két fiuk van, Lorenzo és Leonardo.